# Real Betis Balompié 2019-2020
Questa voce raccoglie le informazioni riguardanti il Real Betis Balompié nelle competizioni ufficiali della stagione 2019-2020.

## Maglie e sponsor
| Casa | Trasferta | Terza divisa |

Sponsor ufficiale: easyMarkets
Fornitore tecnico: Kappa

## Organico

### Rosa[2]
In corsivo i calciatori ceduti durante la stagione
| N. |                       | Ruolo | Calciatore       |
| -- | --------------------- | ----- | ---------------- |
| 1  | Spagna (bandiera)     | P     | Joel Robles      |
| 2  | Spagna (bandiera)     | C     | Francis Guerrero |
| 3  | Spagna (bandiera)     | C     | Javi García      |
| 4  | Marocco (bandiera)    | D     | Zouhair Feddal   |
| 5  | Spagna (bandiera)     | D     | Marc Bartra      |
| 6  | Spagna (bandiera)     | C     | Alfonso Pedraza  |
| 7  | Spagna (bandiera)     | A     | Juanmi           |
| 8  | Francia (bandiera)    | C     | Nabil Fekir      |
| 9  | Spagna (bandiera)     | A     | Borja Iglesias   |
| 10 | Spagna (bandiera)     | C     | Sergio Canales   |
| 11 | Spagna (bandiera)     | A     | Cristian Tello   |
| 12 | Brasile (bandiera)    | D     | Sidnei           |
| 13 | Spagna (bandiera)     | P     | Dani Martín      |
| 14 | Portogallo (bandiera) | C     | William Carvalho |
| 15 | Spagna (bandiera)     | D     | Álex Moreno      |

| N. |                      | Ruolo | Calciatore         |
| -- | -------------------- | ----- | ------------------ |
| 16 | Spagna (bandiera)    | A     | Loren Morón        |
| 17 | Spagna (bandiera)    | A     | Joaquín (capitano) |
| 18 | Messico (bandiera)   | C     | Andrés Guardado    |
| 19 | Spagna (bandiera)    | D     | Antonio Barragán   |
| 20 | Messico (bandiera)   | A     | Diego Lainez       |
| 21 | Camerun (bandiera)   | C     | Wilfrid Kaptoum    |
| 21 | Argentina (bandiera) | C     | Guido Rodríguez    |
| 22 | Brasile (bandiera)   | D     | Emerson Royal      |
| 23 | Algeria (bandiera)   | D     | Aïssa Mandi        |
| 24 | Spagna (bandiera)    | C     | Carles Aleñá       |
| 28 | Spagna (bandiera)    | C     | Rodri              |
| 30 | Spagna (bandiera)    | P     | Dani Rebollo       |
| 31 | Spagna (bandiera)    | P     | Carlos Marín       |
| 32 | Spagna (bandiera)    | D     | Edgar González     |
| 35 | Spagna (bandiera)    | A     | Raúl García        |
| 37 | Spagna (bandiera)    | C     | Ismael Gutiérrez   |

## Calciomercato

### Sessione estiva
| Acquisti         | Acquisti         | Acquisti            | Acquisti                     |
| R.               | Nome             | da                  | Modalità                     |
| ---------------- | ---------------- | ------------------- | ---------------------------- |
| A                | Borja Iglesias   | Espanyol            | definitivo (28 milioni €)    |
| C                | Giovani Lo Celso | Paris Saint-Germain | definitivo (22 milioni €)    |
| C                | Nabil Fekir      | Olympique Lione     | definitivo (19,75 milioni €) |
| D                | Álex Moreno      | Rayo Vallecano      | definitivo (9,7 milioni €)   |
| A                | Juanmi           | Real Sociedad       | definitivo (8 milioni €)     |
| P                | Dani Martín      | Sporting Gijón      | definitivo (5 milioni €)     |
| D                | Alfonso Pedraza  | Villarreal          | prestito                     |
| Altre operazioni |                  |                     |                              |
| R.               | Nome             | da                  | Modalità                     |
| C                | Víctor Camarasa  | Cardiff City        | fine prestito                |
| C                | Ryad Boudebouz   | Celta Vigo          | fine prestito                |
| A                | Takashi Inui     | Alavés              | fine prestito                |
| C                | Wilfrid Kaptoum  | Almería             | fine prestito                |
| C                | Darko Brašanac   | Alavés              | fine prestito                |
| D                | Alin Toșca       | PAOK                | fine prestito                |
| A                | Álex Alegría     | Sporting Gijón      | fine prestito                |
| A                | Juan Narváez     | Almería             | fine prestito                |
| A                | Liberto Beltrán  | Leonesa             | fine prestito                |

| Cessioni         | Cessioni         | Cessioni            | Cessioni                    |
| R.               | Nome             | a                   | Modalità                    |
| ---------------- | ---------------- | ------------------- | --------------------------- |
| P                | Pau López        | Roma                | definitivo (23,5 milioni €) |
| D                | Junior Firpo     | Barcellona          | definitivo (20 milioni €)   |
| C                | Giovani Lo Celso | Tottenham           | prestito (16 milioni €)     |
| A                | Sergio León      | Levante             | definitivo (4 milioni €)    |
| C                | Ryad Boudebouz   | Saint-Étienne       | definitivo (3,5 milioni €)  |
| A                | Takashi Inui     | Eibar               | definitivo (2 milioni €)    |
| C                | Víctor Camarasa  | Crystal Palace      | prestito (1,5 milioni €)    |
| C                | Darko Brašanac   | Osasuna             | definitivo (1 milione €)    |
| D                | Alin Toșca       | Gaziantep           | gratuito                    |
| A                | Álex Alegría     | Maiorca             | gratuito                    |
| A                | Aitor Ruibal     | Leganés             | prestito                    |
| A                | Juan Narváez     | Las Palmas          | prestito                    |
| A                | Liberto Beltrán  | Lleida              | prestito                    |
| Altre operazioni |                  |                     |                             |
| R.               | Nome             | da                  | Modalità                    |
| A                | Jesé Rodríguez   | Paris Saint-Germain | fine prestito               |

### Sessione invernale
| Acquisti         | Acquisti        | Acquisti       | Acquisti                 |
| R.               | Nome            | da             | Modalità                 |
| ---------------- | --------------- | -------------- | ------------------------ |
| C                | Guido Rodríguez | América        | definitivo (4 milioni €) |
| C                | Carles Aleñá    | Barcellona     | prestito                 |
| Altre operazioni |                 |                |                          |
| R.               | Nome            | da             | Modalità                 |
| C                | Víctor Camarasa | Crystal Palace | fine prestito            |

| Cessioni         | Cessioni         | Cessioni | Cessioni              |
| R.               | Nome             | a        | Modalità              |
| ---------------- | ---------------- | -------- | --------------------- |
| C                | Víctor Camarasa  | Alavés   | prestito              |
| C                | Wilfrid Kaptoum  | Almería  | prestito (500 mila €) |
| D                | Francis Guerrero | Almería  | prestito              |
| C                | Ismael Gutiérrez | Alavés   | prestito'             |
| Altre operazioni |                  |          |                       |
| R.               | Nome             | da       | Modalità              |

## Risultati

### Primera División

#### Girone di andata
| Arbitro: | Jaime Latre |

|           |           |                            |
| Loren 68’ | Marcatori | 63’ S. Guardiola 89’ Plano |

| Arbitro: | José Luis González |

|                                                 |           |                     |
| Griezmann 41’, 50’ Pérez 56’ Alba 60’ Vidal 77’ | Marcatori | 15’ Fekir 79’ Loren |

| Arbitro: | Cuadra Fernández |

|                     |           |                 |
| Loren 54’ Fekir 61’ | Marcatori | 50’ Braithwaite |

| Arbitro: | González González |

|                    |           |                 |
| Joaquín 73’ (rig.) | Marcatori | 15’ (rig.) Mata |

| Pamplona 20 settembre 2019, ore 21:00 CEST 5ª giornata | Osasuna          | 0 – 0 referto | Real Betis | Stadio El Sadar (15 698 spett.)\| Arbitro: \| Del Cerro Grande \| |
| Arbitro:                                               | Del Cerro Grande |               |            |                                                                   |

| Arbitro: | Prieto Iglesias |

|                                     |           |            |
| Loren 45+3’, 48’ Borja Iglesias 67’ | Marcatori | 7’ Hernâni |

| Arbitro: | Estrada Fernández |

|                                                                         |           |                   |
| Toko Ekambi 39’, 76’ Cazorla 68’ (rig.) G. Moreno 90+2’ Chukwueze 90+4’ | Marcatori | 48’ Emerson Royal |

| Arbitro: | Hernández Hernández |

|           |           |                     |
| Loren 69’ | Marcatori | 34’ (rig.) Orellana |

| Arbitro: | Soto Grado |

|                                                   |           |           |
| Javi García 22’ (aut.) Willian José 36’ Portu 58’ | Marcatori | 12’ Loren |

| Arbitro: | Mateu Lahoz |

|             |           |  |
| Vadillo 61’ | Marcatori |  |

| Arbitro: | Gil Manzano |

|                            |           |                       |
| Emerson Royal 8’ Fekir 90’ | Marcatori | 69’ (rig.) Iago Aspas |

| Madrid 2 novembre 2019, ore 21:00 CET 12ª giornata | Real Madrid      | 0 – 0 referto | Real Betis | Stadio Santiago Bernabéu (70 735 spett.)\| Arbitro: \| Sánchez Martínez \| |
| Arbitro:                                           | Sánchez Martínez |               |            |                                                                            |

| Arbitro: | Hernández Hernández |

|           |           |                            |
| Loren 45’ | Marcatori | 13’ Ocampos 55’ L. de Jong |

| Arbitro: | De Burgos Bengoetxea |

|                           |           |                |
| Joaquín 37’ Canales 90+3’ | Marcatori | 32’ Maxi Gómez |

| Arbitro: | Martínez Munuera |

|                   |           |                             |
| Júnior 55’ (rig.) | Marcatori | 7’ (rig.) Joaquín 33’ Fekir |

| Arbitro: | Pizarro Gómez |

|                      |           |                                      |
| Joaquín 2’, 11’, 20’ | Marcatori | 44’ (rig.) I. Williams 75’ Berchiche |

| Arbitro: | Cuadra Fernández |

|                         |           |                   |
| Darder 19’ Espinosa 41’ | Marcatori | 4’ Borja Iglesias |

| Arbitro: | Estrada Fernández |

|              |           |                          |
| Bartra 90+3’ | Marcatori | 58’ Á. Correa 84’ Morata |

| Arbitro: | Mateu Lahoz |

|           |           |                   |
| Vidal 14’ | Marcatori | 55’ Emerson Royal |

#### Girone di ritorno
| Arbitro: | Cordero Vega |

|                                              |           |  |
| Borja Iglesias 27’ Joaquín 44’ Canales 90+5’ | Marcatori |  |

| Arbitro: | Prieto Iglesias |

|                  |           |  |
| Ángel 89’ (rig.) | Marcatori |  |

| Arbitro: | Martínez Munuera |

|                     |           |          |
| Orellana 15’ (rig.) | Marcatori | 7’ Fekir |

| Arbitro: | Sánchez Martínez |

|                             |           |                                          |
| Canales 6’ (rig.) Fekir 26’ | Marcatori | 9’ F. de Jong 45+3’ Busquets 72’ Lenglet |

| Leganés 16 febbraio 2020, ore 14:00 CET 24ª giornata | Leganés           | 0 – 0 referto | Real Betis | Stadio municipale di Butarque (11 160 spett.)\| Arbitro: \| Estrada Fernández \| |
| Arbitro:                                             | Estrada Fernández |               |            |                                                                                  |

| Arbitro: | Gil Manzano |

|                                                 |           |                                    |
| Canales 19’ (rig.) Fekir 35’ (rig.) Joaquín 48’ | Marcatori | 16’ Hernández 27’ Budimir 70’ Kubo |

| Arbitro: | Cordero Vega |

|                        |           |             |
| Gameiro 60’ Parejo 89’ | Marcatori | 90+3’ Loren |

| Arbitro: | González González |

|                      |           |                      |
| Sidnei 40’ Tello 82’ | Marcatori | 45+3’ (rig.) Benzema |

| Arbitro: | Mateu Lahoz |

|                                 |           |  |
| Ocampos 56’ (rig.) Fernando 62’ | Marcatori |  |

| Arbitro: | Soto Grado |

|                              |           |                                |
| Canales 84’ (rig.) Tello 88’ | Marcatori | 29’ C. Fernández 90+1’ Soldado |

| Arbitro: | Pizarro Gómez |

|                |           |  |
| I. Martínez 7’ | Marcatori |  |

| Arbitro: | Martínez Munuera |

|            |           |  |
| Bartra 48’ | Marcatori |  |

| Arbitro: | Jaime Latre |

|                                                         |           |                        |
| Borja Mayoral 21’ Bardhi 35’ J. Morales 50’ Rochina 59’ | Marcatori | 70’ Canales 87’ Juanmi |

| Arbitro: | Gil Manzano |

|  |           |                          |
|  | Marcatori | 7’ (rig.), 30’ G. Moreno |

| Arbitro: | González Fuertes |

|            |           |            |
| Nolito 22’ | Marcatori | 22’ Feddal |

| Arbitro: | Hernández Hernández |

|                                         |           |  |
| G. Rodríguez 4’ Pedraza 25’ Aleñá 90+7’ | Marcatori |  |

| Arbitro: | González González |

|                 |           |  |
| Diego Costa 74’ | Marcatori |  |

| Arbitro: | Medié Jiménez |

|             |           |                    |
| Loren 90+3’ | Marcatori | 51’ Joselu 76’ Ely |

| Arbitro: | Jaime Latre |

|                              |           |  |
| S. Guardiola 45+1’ Plano 63’ | Marcatori |  |

### Coppa del Re
| Arbitro: | Gil Manzano |

|  |           |                                         |
|  | Marcatori | 14’ (rig.) Tello 25’ Kaptoum 53’ Lainez |

| Arbitro: | Prieto Iglesias |

|  |           |                                     |
|  | Marcatori | 23’ Á. Moreno 48’ Loren 90’ Joaquín |

| Arbitro: | De Burgos Bengoetxea |

|                            |                      |                           |
| Catena 47’ Martín 118’     | Marcatori            | 84’ Joaquín 97’ Loren     |
| M. Suárez Pozo Saúl Catena | Tiri di rigore 4 – 2 | Joaquín Loren Aleñá Tello |

## Statistiche

### Statistiche di squadra
| Competizione     | Punti | In casa | In casa | In casa | In casa | In casa | In casa | In trasferta | In trasferta | In trasferta | In trasferta | In trasferta | In trasferta | Totale | Totale | Totale | Totale | Totale | Totale | DR  |
| Competizione     | Punti | G       | V       | N       | P       | Gf      | Gs      | G            | V            | N            | P            | Gf           | Gs           | G      | V      | N      | P      | Gf     | Gs     | DR  |
| ---------------- | ----- | ------- | ------- | ------- | ------- | ------- | ------- | ------------ | ------------ | ------------ | ------------ | ------------ | ------------ | ------ | ------ | ------ | ------ | ------ | ------ | --- |
| Primera División | 41    | 19      | 9       | 4       | 6       | 34      | 27      | 19           | 1            | 7            | 11           | 14           | 33           | 38     | 10     | 11     | 17     | 48     | 60     | -12 |
| Coppa del Re     | -     | -       | -       | -       | -       | -       | -       | 3            | 2            | 0            | 1            | 9            | 2            | 3      | 2      | 0      | 1      | 9      | 2      | +7  |
| Totale           | -     | 19      | 9       | 4       | 6       | 34      | 27      | 22           | 3            | 7            | 12           | 23           | 35           | 41     | 12     | 11     | 18     | 57     | 62     | -5  |

### Andamento in campionato
| Giornata  | 1  | 2  | 3  | 4  | 5  | 6 | 7  | 8  | 9  | 10 | 11 | 12 | 13 | 14 | 15 | 16 | 17 | 18 | 19 | 20 | 21 | 22 | 23 | 24 | 25 | 26 | 27 | 28 | 29 | 30 | 31 | 32 | 33 | 34 | 35 | 36 | 37 | 38 |
| --------- | -- | -- | -- | -- | -- | - | -- | -- | -- | -- | -- | -- | -- | -- | -- | -- | -- | -- | -- | -- | -- | -- | -- | -- | -- | -- | -- | -- | -- | -- | -- | -- | -- | -- | -- | -- | -- | -- |
| Luogo     | C  | T  | C  | C  | T  | C | T  | C  | T  | T  | C  | T  | C  | C  | T  | C  | T  | C  | T  | C  | T  | T  | C  | T  | C  | T  | C  | T  | C  | T  | C  | T  | C  | T  | C  | T  | C  | T  |
| Risultato | P  | P  | V  | N  | N  | V | P  | N  | P  | P  | V  | N  | P  | V  | V  | V  | N  | P  | N  | V  | P  | N  | P  | N  | N  | P  | V  | P  | N  | P  | V  | P  | P  | N  | V  | P  | P  | P  |
| Posizione | 14 | 20 | 15 | 15 | 15 | 9 | 11 | 15 | 17 | 17 | 16 | 15 | 17 | 16 | 12 | 11 | 10 | 13 | 13 | 11 | 12 | 12 | 13 | 12 | 13 | 14 | 12 | 13 | 14 | 14 | 13 | 13 | 13 | 14 | 13 | 13 | 14 | 15 |

Legenda:

Luogo: C = Casa; T = Trasferta. Risultato: V = Vittoria; N = Pareggio; P = Sconfitta.